# Cunean
Cunean ist ein gesättigter polycyclischer Kohlenwasserstoff und ein Valenzisomer von Cyclooctatetraen. Der Name leitet sich vom lateinischen Wort cuneus (Keil) ab.
Nach Cuban (Erstssynthese 1964) ist Cunean der zweite von drei möglichen gesättigten C8H8-Kohlenwasserstoffen, der synthetisiert wurde. Die Erstsynthese der Verbindung wurde 1970 veröffentlicht, ein substituiertes Derivat, das Octamethylcunean, wurde bereits 1968 beschrieben. Erst 1988 erfolgte die Synthese des dritten gesättigten C8H8-Kohlenwasserstoffs Octabisvalen.

## Herstellung
Cunean kann durch eine von Metallionen katalysierte Umlagerung aus Cuban hergestellt werden:
Diese Reaktion entspricht der zuvor veröffentlichten Umlagerung von Homocuban (C9H10) zu Homocunean und Basketan (C10H12) zu Snoutan.

## Eigenschaften
Bei 180 bis 200 °C wird Cunean über Semibullvalen als Zwischenstufe zu Cyclooctatetraen isomerisiert:

## Molekulare Geometrie
Die Kohlenstoffe des Cuneans bilden einen Hexaeder mit der Punktgruppe C2v. Auf Grund der Symmetrie existieren 3 Gruppen äquivalenter Kohlenstoffatome (A, B, C), welche durch NMR-Spektroskopie nachgewiesen werden konnten.

## Derivate
Einige Cuneanderivate haben flüssigkristalline Eigenschaften. Weiterhin existieren auch Koordinationsverbindungen, die die Geometrie des Cuneans aufweisen, jedoch statt der CH-Gruppen Metallatome wie Nickel auf den Ecken des Hexagons tragen.